# Ramon Roig i Torné
Ramón Roig y Torné (Lérida, 3 de agosto de 1849 - Cartagena, 10 de mayo de 1907). Compositor de obras líricas y pasodobles, autor de "La Gracia de Dios" 

## Biografía
Fue compositor, director de banda y violinista. Comenzó su andadura en la Banda Municipal de Lérida, bajo la tutela de Jaime Roig (hermano del compositor). En su periodo militar, que comenzó en Zaragoza (1865) fue ampliando sus conocimientos sobre composición. Años más tarde alcanzaría el puesto de director-compositor. Su fama y reconocimiento llegaron al ser propuesto para dirigir en 1876 la Banda del Segundo Regimiento de Ingenieros de Madrid, de gran reputación. Años más tarde pasó a Barcelona, después Burgos hasta acabar en Cartagena, en donde residió hasta su muerte.

## Obras
"La Gracia de Dios" es su pasodoble más conocido. Desde el año de su composición hasta la fecha, es uno de los pasodobles más reconocidos y su partitura está presente en el reportorio de la mayoría de bandas de música valencianas y españolas. Se han hecho innumerables ediciones de la obra, grabadas por bandas de música y versiones independientes Se han perdido la mayoría de sus composiciones.

### Anécdota con"La Gracia de Dios"
Según afirman algunos estudiosos del género, la inspiración de Roig para componer "La Gracia de Dios" apareció tras una curiosa anécdota que le sucedió con su gran amigo (y rival en los top's musicales de la época) Eduardo López Juarranz, compositor de "La Giralda". Al parecer, tras el apoteósico éxito conseguido en la Exposición Universal de París (1889) por Juarranz, con el pasodoble "La Giralda", éxito que después repetiría en Madrid y resto de España, a éste se le ocurre enviar a Cartagena un sobre con la partitura (y orquestación) del citado pasodoble, para que fuese interpretado por la Banda de Música de Infantería de Marina de Cartagena. En el guion de la obra figuraba la siguiente dedicatoria:

"Para Ramón Roig, con la completa seguridad de que se dará perfecta cuenta de cómo se escribe un pasodoble"

Ramón Roig, ofendido por el atrevido texto, se puso rápidamente "manos a la obra" con el objeto de dar una cumplida respuesta a su osado contrincante. Y en ocho días elaboró "La Gracia de Dios", que le envió con la correspondiente dedicatoria:

"A Eduardito López Juarranz, para que compruebe, al leer la presente partitura de "La Gracia de Dios", que se trata de un verdadero pasodoble, desde luego, mejor que el suyo"

Contradice lo anterior el hecho de que "La gracia de Dios" sea muy anterior en el tiempo a "La Giralda"; compuesto, el primero, hacia 1880, y el segundo, en torno a 1890. Con todo, la verosimilitud de la anécdota no queda en entredicho si se considera que bien pudo Roig responder a la provocación de Juarranz con el envío de una obra que ya, por aquel entonces, debía de gozar del favor del público.
No se conoce si hubo o no respuesta de Juarranz. Lo cierto es que ambos pasodobles (La Giralda y La Gracia de Dios) están considerados como obras maestras del género.